# Yiinthi kakadu
Yiinthi kakadu là một loài nhện trong họ Sparassidae.
Loài này thuộc chi Yiinthi. Yiinthi kakadu được Hugh Davies miêu tả năm 1994.